# Carlos Anchetta
Carlos Noé Ancheta Vásquez (Quezaltepeque, 26 de septiembre de 1982) es un escritor, editor y guionista salvadoreño.

## Biografía
Hijo de María Hilda Vásquez, una trabajadora de la industria del café y de Reynaldo Ancheta Catacho, de quién se sabe poco. Hacia el 2006 descubre su vocación de escritor, en marzo de ese año entra al Taller Literario “Amílcar Colocho”, en su ciudad natal, donde estudia métrica, poética y verso libre; conoce allí a Los poetas malditos de la literatura francesa, por quienes siente verdadera admiración. Empieza a escribir poesía y cuentos. En 2009 abandona el taller y se inscribe en el Departamento de Letras de la Universidad de El Salvador. Abandona la universidad después de dieciocho meses, desencantado de la carrera y de los métodos pedagógicos. A partir de esa fecha se dedica por entero a escribir novelas, principalmente. Como dato curioso, el escritor firma con dos "T" su apellido para diferenciarlo del original que es de origen vasco. 

## Obra

### Novelas
- Los cisnes (Editorial Flor de Barro, 2013)
- La oportunidad del silencio (Editorial Flor de Barro, 2014)
- La máscara de Abaddón (DPI, 2017)
- Los príncipes (Pitoko Editores, 2019)
- El libro de Thamara (Editorial Universitaria, 2021)
- El pagano adolescente (Editorial Flor de Barro, 2021)

### Cuentos
- Cuentos acústicos (Editorial Flor de Barro, 2014)
- Relato de las nueve fábulas (Editorial Universitaria, 2021)
- El jardín desflorado (Editorial EquiZZero, 2022)

### Poesía
- El cuaderno de Job (Pitoko Editores, 2023)

### Antologías
- Colección Juegos Florales, narrativa y teatro (DPI, 2023)
- Rey gaditano (Estro Ediciones, 2024)

## Cine

### Cortometrajes
- El espectador (Guion, 2018)
- Avelana (Guion, dirección y producción, 2020)
- Disidentes (Guion, 2022)
- Isabela (Guion, 2022)

### Como editor
- Todos los rumores del mundo, de Alfonso Kijadurías, 2015
- Diario de campo (Memoria de una estancia en el zoco), de Rafael Lara-Martínez, 2015

## Premios
- Primer lugar en Certamen Homenaje a Roque Dalton por el 75 aniversario de su natalicio, 2010 (poesía)
- Mención de honor en Cuentos de Fútbol organizado por Periódico El Gráfico y La Secretaría de Cultura de la Presidencia, 2012 (cuento)
- Premio Nacional de Novela Corta, 2016 (XXIX Juegos Florales de Cojutepeque)
- Mejor guion de cortometraje de ficción, 2018 (Escuela de Comunicaciones Mónica Herrera)
- Premio Hispanoamericano de Novela, 2018 (Juegos Florales de Quetzaltenango, Guatemala)
- Premio Nacional de Novela Napoleón Rodríguez Ruíz, 2020
- Premio Nacional de Cuento José María Méndez, 2020
- Premio Nacional de Cuento, 2021 (XVIII Juegos Florales de San Salvador)
- XI Certamen Literario Ipso Facto 2021 (cuento)
- Premio Nacional de Ensayo, 2022 (XXXV Juegos Florales de Cojutepeque)
- Premio Hispanoamericano de Cuento, 2022 (Juegos Florales de Quetzaltenango, Guatemala)